# FA Cup 1946/47
Der FA Cup 1946/47 war die 66. Austragung des The Football Association Challenge Cup (meist als FA Cup bekannt).
Der Pokalwettbewerb startete mit der Qualifikation zwischen dem 7. September 1946 und dem 25. November 1946. Die Hauptrunde begann anschließend ab dem 30. November 1946 und endete mit dem Finale in Wembley in London am 26. April 1947 vor einer Kulisse von offiziell 98.215 Zuschauern. Sieger des Wettbewerbs wurde zum ersten Mal Charlton Athletic. Unterlegener Finalist war der FC Burnley.

## Wettbewerb

### Erste Hauptrunde
| Datum             |                      | Ergebnis |                        |
| ----------------- | -------------------- | -------- | ---------------------- |
| 30. November 1946 | AFC Bournemouth      | 4:2      | Exeter City            |
| 30. November 1946 | FC Aldershot         | 4:2      | Cheltenham Town        |
| 30. November 1946 | FC Barnet            | 3:0      | Sutton United          |
| 30. November 1946 | AFC Barrow           | 0:0      | Halifax Town           |
| 30. November 1946 | Bristol City         | 9:3      | Hayes & Yeading United |
| 30. November 1946 | Brush Sports         | 1:6      | Southend United        |
| 30. November 1946 | Carlisle United      | 4:0      | FC Runcorn             |
| 30. November 1946 | Doncaster Rovers     | 2:2      | Accrington Stanley     |
| 30. November 1946 | Gainsborough Trinity | 1:2      | FC Darlington          |
| 30. November 1946 | AFC Gateshead        | 3:1      | Bradford City          |
| 30. November 1946 | FC Gillingham        | 4:1      | Gravesend & Northfleet |
| 30. November 1946 | Hartlepools United   | 6:0      | FC North Shields       |
| 30. November 1946 | Hull City            | 0:0      | AFC New Brighton       |
| 30. November 1946 | Ipswich Town         | 2:0      | Torquay United         |
| 30. November 1946 | Lancaster City       | 1:0      | Spennymoor United      |
| 30. November 1946 | Leyton Orient        | 1:2      | Notts County           |
| 30. November 1946 | FC Leytonstone       | 1:6      | FC Walsall             |
| 30. November 1946 | Merthyr Town         | 3:1      | Bristol Rovers         |
| 30. November 1946 | Northampton Town     | 2:0      | Mansfield Town         |
| 30. November 1946 | Norwich City         | 7:2      | Brighton & Hove Albion |
| 30. November 1946 | Oldham Athletic      | 1:0      | Tranmere Rovers        |
| 30. November 1946 | Port Vale            | 5:0      | FC Finchley            |
| 30. November 1946 | Queens Park Rangers  | 2:2      | Poole Town             |
| 30. November 1946 | FC Reading           | 5:0      | Colchester United      |
| 30. November 1946 | AFC Rochdale         | 6:1      | FC Bishop Auckland     |
| 30. November 1946 | Rotherham United     | 2:0      | Crewe Alexandra        |
| 30. November 1946 | FC South Liverpool   | 2:1      | AFC Workington         |
| 30. November 1946 | Stockport County     | 2:0      | FC Southport           |
| 30. November 1946 | FC Stockton          | 2:4      | Lincoln City           |
| 30. November 1946 | Swindon Town         | 4:1      | Cambridge Town         |
| 30. November 1946 | AFC Wellington       | 1:1      | FC Watford             |
| 30. November 1946 | AFC Wrexham          | 5:0      | FC Marine              |
| 30. November 1946 | Yeovil Town          | 2:2      | Peterborough United    |
| 30. November 1946 | York City            | 0:1      | Scunthorpe United      |

#### Wiederholungsspiele
| Datum            |                     | Ergebnis |                     |
| ---------------- | ------------------- | -------- | ------------------- |
| 4. Dezember 1946 | Accrington Stanley  | 0:5      | Doncaster Rovers    |
| 4. Dezember 1946 | Halifax Town        | 1:0      | AFC Barrow          |
| 4. Dezember 1946 | AFC New Brighton    | 1:2      | Hull City           |
| 4. Dezember 1946 | Poole Town          | 0:6      | Queens Park Rangers |
| 4. Dezember 1946 | FC Watford          | 1:0      | AFC Wellington      |
| 5. Dezember 1946 | Peterborough United | 1:0      | Yeovil Town         |

### Zweite Hauptrunde
| Datum             |                     | Ergebnis |                     |
| ----------------- | ------------------- | -------- | ------------------- |
| 14. Dezember 1946 | AFC Bournemouth     | 4:2      | FC Aldershot        |
| 14. Dezember 1946 | FC Barnet           | 2:9      | Southend United     |
| 14. Dezember 1946 | Bristol City        | 1:2      | FC Gillingham       |
| 14. Dezember 1946 | FC Darlington       | 1:2      | Hull City           |
| 14. Dezember 1946 | Halifax Town        | 1:1      | Stockport County    |
| 14. Dezember 1946 | AFC Gateshead       | 4:0      | Lancaster City      |
| 14. Dezember 1946 | Lincoln City        | 1:1      | Wrexham AFC         |
| 14. Dezember 1946 | Merthyr Town        | 1:3      | FC Reading          |
| 14. Dezember 1946 | Norwich City        | 4:4      | Queens Park Rangers |
| 14. Dezember 1946 | Notts County        | 2:1      | Swindon Town        |
| 14. Dezember 1946 | Oldham Athletic     | 1:2      | Doncaster Rovers    |
| 14. Dezember 1946 | Peterborough United | 1:1      | Northampton Town    |
| 14. Dezember 1946 | AFC Rochdale        | 6:1      | Hartlepools United  |
| 14. Dezember 1946 | Rotherham United    | 4:1      | Scunthorpe United   |
| 14. Dezember 1946 | FC South Liverpool  | 2:3      | Carlisle United     |
| 14. Dezember 1946 | FC Walsall          | 0:0      | Ipswich Town        |
| 14. Dezember 1946 | FC Watford          | 1:1      | Port Vale           |

#### Wiederholungsspiele
| Datum             |                     | Ergebnis |                     |
| ----------------- | ------------------- | -------- | ------------------- |
| 18. Dezember 1946 | Ipswich Town        | 0:1      | FC Walsall          |
| 18. Dezember 1946 | Queens Park Rangers | 2:0      | Norwich City        |
| 18. Dezember 1946 | Stockport County    | 2:1      | Halifax Town        |
| 18. Dezember 1946 | AFC Wrexham         | 3:3      | Lincoln City        |
| 16. Dezember 1946 | Port Vale           | 2:1      | FC Watford          |
| 19. Dezember 1946 | Northampton Town    | 1:1      | Peterborough United |
| 23. Dezember 1946 | Lincoln City        | 2:1      | AFC Wrexham         |
| 23. Dezember 1946 | Northampton Town    | 8:1      | Peterborough United |

### Dritte Hauptrunde
| Datum           |                         | Ergebnis |                    |
| --------------- | ----------------------- | -------- | ------------------ |
| 11. Januar 1947 | AFC Bournemouth         | 0:2      | Derby County       |
| 11. Januar 1947 | Blackburn Rovers        | 1:1      | Hull City          |
| 11. Januar 1947 | Bolton Wanderers        | 5:1      | Stockport County   |
| 11. Januar 1947 | Bradford Park Avenue    | 0:3      | Manchester United  |
| 11. Januar 1947 | FC Brentford            | 1:0      | Cardiff City       |
| 11. Januar 1947 | FC Burnley              | 5:1      | Aston Villa        |
| 11. Januar 1947 | Charlton Athletic       | 3:1      | AFC Rochdale       |
| 11. Januar 1947 | FC Chelsea              | 1:1      | FC Arsenal         |
| 11. Januar 1947 | FC Chester              | 2:0      | Plymouth Argyle    |
| 11. Januar 1947 | FC Chesterfield         | 2:1      | AFC Sunderland     |
| 11. Januar 1947 | Coventry City           | 5:2      | AFC Newport County |
| 11. Januar 1947 | Doncaster Rovers        | 2:3      | FC Portsmouth      |
| 11. Januar 1947 | FC Everton              | 4:2      | Southend United    |
| 11. Januar 1947 | FC Fulham               | 1:2      | Birmingham City    |
| 11. Januar 1947 | Huddersfield Town       | 3:4      | FC Barnsley        |
| 11. Januar 1947 | Lincoln City            | 0:1      | Nottingham Forest  |
| 11. Januar 1947 | Luton Town              | 6:0      | Notts County       |
| 11. Januar 1947 | Manchester City         | 3:0      | AFC Gateshead      |
| 11. Januar 1947 | FC Millwall             | 0:3      | Port Vale          |
| 11. Januar 1947 | Newcastle United        | 6:2      | Crystal Palace     |
| 11. Januar 1947 | Northampton Town        | 1:2      | Preston North End  |
| 11. Januar 1947 | Queens Park Rangers     | 1:1      | FC Middlesbrough   |
| 11. Januar 1947 | FC Reading              | 2:2      | Grimsby Town       |
| 11. Januar 1947 | Sheffield United        | 3:0      | Carlisle United    |
| 11. Januar 1947 | Sheffield Wednesday     | 4:1      | FC Blackpool       |
| 11. Januar 1947 | FC Southampton          | 5:1      | FC Bury            |
| 11. Januar 1947 | Swansea Town            | 4:1      | FC Gillingham      |
| 11. Januar 1947 | Tottenham Hotspur       | 2:2      | Stoke City         |
| 11. Januar 1947 | FC Walsall              | 2:5      | FC Liverpool       |
| 11. Januar 1947 | West Bromwich Albion    | 2:1      | Leeds United       |
| 11. Januar 1947 | West Ham United         | 1:2      | Leicester City     |
| 11. Januar 1947 | Wolverhampton Wanderers | 3:0      | Rotherham United   |

#### Wiederholungsspiele
| Datum           |                  | Ergebnis |                     |
| --------------- | ---------------- | -------- | ------------------- |
| 14. Januar 1947 | Grimsby Town     | 3:1      | FC Reading          |
| 15. Januar 1947 | FC Arsenal       | 1:1      | FC Chelsea          |
| 15. Januar 1947 | FC Middlesbrough | 3:1      | Queens Park Rangers |
| 15. Januar 1947 | Stoke City       | 1:0      | Tottenham Hotspur   |
| 16. Januar 1947 | Hull City        | 0:3      | Blackburn Rovers    |
| 20. Januar 1947 | FC Arsenal       | 0:2      | FC Chelsea          |

### Vierte Hauptrunde
| Datum           |                         | Ergebnis |                   |
| --------------- | ----------------------- | -------- | ----------------- |
| 25. Januar 1947 | Birmingham City         | 1:0      | FC Portsmouth     |
| 25. Januar 1947 | Blackburn Rovers        | 2:0      | Port Vale         |
| 25. Januar 1947 | Bolton Wanderers        | 3:3      | Manchester City   |
| 25. Januar 1947 | FC Brentford            | 0:0      | Leicester City    |
| 25. Januar 1947 | FC Burnley              | 2:0      | Coventry City     |
| 25. Januar 1947 | FC Chelsea              | 2:2      | Derby County      |
| 25. Januar 1947 | FC Chester              | 0:0      | Stoke City        |
| 25. Januar 1947 | FC Liverpool            | 2:0      | Grimsby Town      |
| 25. Januar 1947 | Luton Town              | 2:0      | Swansea Town      |
| 25. Januar 1947 | Manchester United       | 0:2      | Nottingham Forest |
| 25. Januar 1947 | FC Middlesbrough        | 2:1      | FC Chesterfield   |
| 25. Januar 1947 | Newcastle United        | 3:1      | FC Southampton    |
| 25. Januar 1947 | Preston North End       | 6:0      | FC Barnsley       |
| 25. Januar 1947 | Sheffield Wednesday     | 2:1      | FC Everton        |
| 25. Januar 1947 | West Bromwich Albion    | 1:2      | Charlton Athletic |
| 25. Januar 1947 | Wolverhampton Wanderers | 0:0      | Sheffield United  |

#### Wiederholungsspiele
| Datum           |                  | Ergebnis |                         |
| --------------- | ---------------- | -------- | ----------------------- |
| 29. Januar 1947 | Derby County     | 1:0      | FC Chelsea              |
| 29. Januar 1947 | Manchester City  | 1:0      | Bolton Wanderers        |
| 29. Januar 1947 | Sheffield United | 2:0      | Wolverhampton Wanderers |
| 29. Januar 1947 | Stoke City       | 3:2      | FC Chester              |
| 30. Januar 1947 | Leicester City   | 0:0      | FC Brentford            |
| 3. Februar 1947 | Leicester City   | 4:1      | FC Brentford            |

### Fünfte Hauptrunde
| Datum            |                     | Ergebnis |                   |
| ---------------- | ------------------- | -------- | ----------------- |
| 8. Februar 1947  | Birmingham City     | 5:0      | Manchester City   |
| 8. Februar 1947  | Charlton Athletic   | 1:0      | Blackburn Rovers  |
| 8. Februar 1947  | FC Liverpool        | 1:0      | Derby County      |
| 8. Februar 1947  | Luton Town          | 0:0      | FC Burnley        |
| 8. Februar 1947  | Newcastle United    | 1:1      | Leicester City    |
| 8. Februar 1947  | Nottingham Forest   | 2:2      | FC Middlesbrough  |
| 8. Februar 1947  | Stoke City          | 0:1      | Sheffield United  |
| 20. Februar 1947 | Sheffield Wednesday | 0:2      | Preston North End |

#### Wiederholungsspiele
| Datum            |                  | Ergebnis |                   |
| ---------------- | ---------------- | -------- | ----------------- |
| 11. Februar 1947 | FC Burnley       | 3:0      | Luton Town        |
| 12. Februar 1947 | FC Middlesbrough | 6:2      | Nottingham Forest |
| 20. Februar 1947 | Leicester City   | 1:2      | Newcastle United  |

### Sechste Hauptrunde
| Datum        |                   | Ergebnis |                   |
| ------------ | ----------------- | -------- | ----------------- |
| 1. März 1947 | Charlton Athletic | 2:1      | Preston North End |
| 1. März 1947 | FC Liverpool      | 4:1      | Birmingham City   |
| 1. März 1947 | FC Middlesbrough  | 1:1      | FC Burnley        |
| 1. März 1947 | Sheffield United  | 0:2      | Newcastle United  |

#### Wiederholungsspiel
| Datum        |            | Ergebnis |                  |
| ------------ | ---------- | -------- | ---------------- |
| 4. März 1947 | FC Burnley | 1:0      | FC Middlesbrough |

### Halbfinale
Die ersten beiden Spiele wurden am 29. März 1947 und das Wiederholungsspiel am 12. April 1947 ausgetragen.
|                   | Ergebnis |                  | Ort       |
| ----------------- | -------- | ---------------- | --------- |
| FC Burnley        | 0:0      | FC Liverpool     | Blackburn |
| Charlton Athletic | 4:0      | Newcastle United | Leeds     |

#### Wiederholungsspiel
|            | Ergebnis |              | Ort        |
| ---------- | -------- | ------------ | ---------- |
| FC Burnley | 1:0      | FC Liverpool | Manchester |

### Finale
| Charlton Athletic                           | Charlton Athletic | FC Burnley | FC Burnley |
| ------------------------------------------- | --- | --- | ---------- |
| Charlton Athletic                           | \| Finale \| \| Samstag, 26. April 1947 in London (Wembley) \| \| Ergebnis: 1:0 n. V. \| \| Zuschauer: 98.215 \| \| Schiedsrichter: J. M. Wiltshire \| \| Spielbericht \|             | \| Finale \| \| Samstag, 26. April 1947 in London (Wembley) \| \| Ergebnis: 1:0 n. V. \| \| Zuschauer: 98.215 \| \| Schiedsrichter: J. M. Wiltshire \| \| Spielbericht \|            | FC Burnley |
| Charlton Athletic                           | Sam Bartram – Peter Croker, Jack Shreeve – Herbert Johnson, Harold Phipps, Bill Whittaker – Gordon Hurst, Tommy Dawson, Bill Robinson, Don Welsh, Chris Duffy Cheftrainer: Jimmy Seed | George Strong – Arthur Woodruff, Harry Mather – Reg Attwell, Alan Brown, George Bray – Jackie Chew, Billy Morris, Ray Harrison, Harry Potts, Peter Kippax Cheftrainer: Cliff Britton | FC Burnley |
| Charlton Athletic                           | 1:0 Chris Duffy (114.) | | FC Burnley |
| Finale                                      | | |            |
| Samstag, 26. April 1947 in London (Wembley) | | |            |
| Ergebnis: 1:0 n. V.                         | | |            |
| Zuschauer: 98.215                           | | |            |
| Schiedsrichter: J. M. Wiltshire             | | |            |
| Spielbericht                                | | |            |